# Shōchū

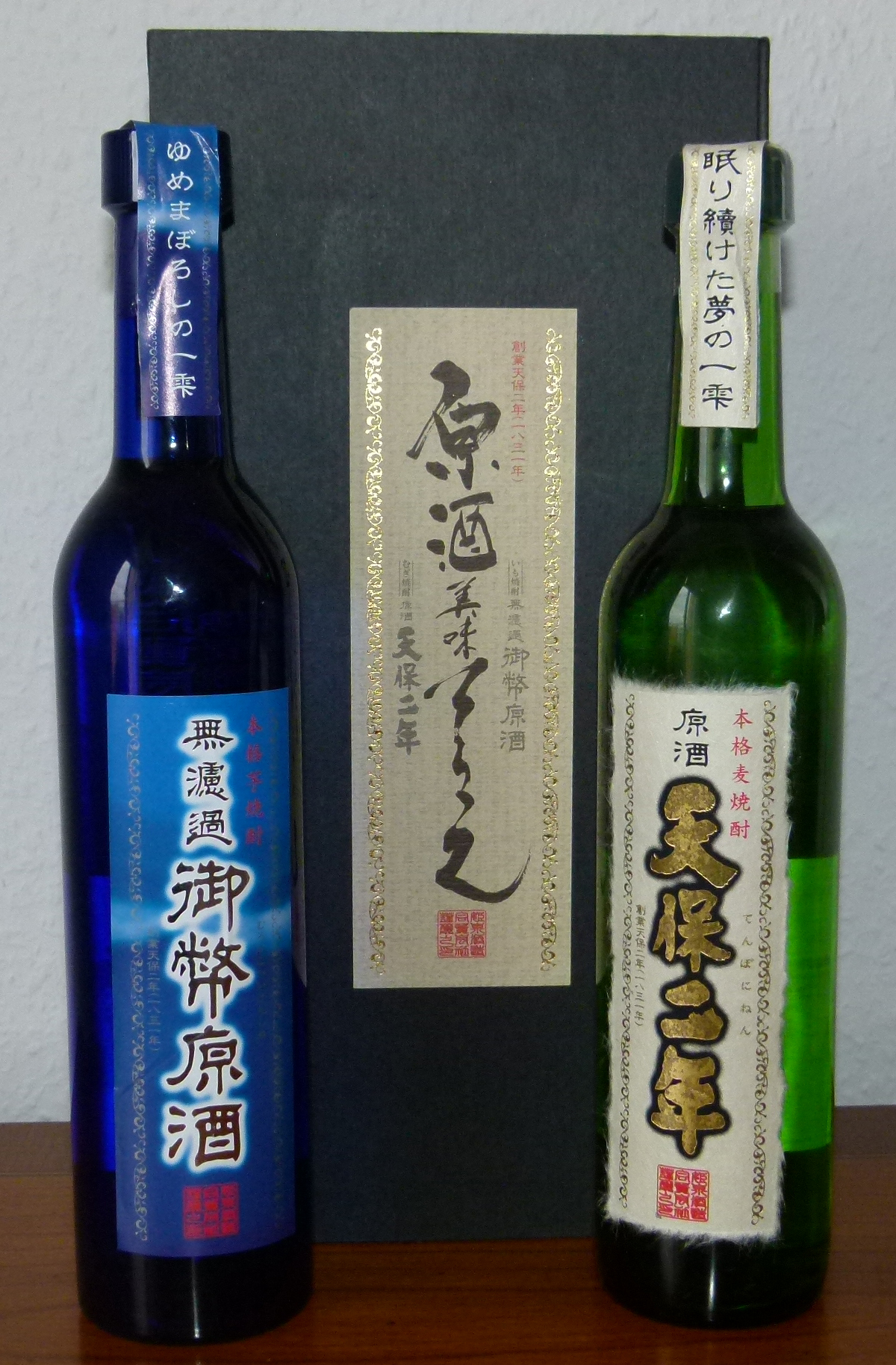
Zwei Flaschen Shōchū mit einem Alkoholgehalt von 38 bzw. 42 %

Shōchū (japanisch 焼酎, wörtlich: „Branntwein“) ist ein hochprozentiges, durch Destillation gewonnenes alkoholisches Getränk, das traditionell in Japan hergestellt wird. Seine Herstellung wurde aus China oder Korea nach Japan eingeführt.
Die Heimat von Shōchū in Japan liegt auf der Insel Kyūshū in Kagoshima. Im englischen Sprachraum wird er oft als „Japanischer Wodka“ bezeichnet. Die meisten Sorten haben um 25 Vol.-% Alkohol, einige auch bis zu 43 Vol.-%.

## Herstellung
Shōchū kann aus Reis (米焼酎, kome shōchū) hergestellt werden, üblicher ist jedoch Gerste (麦焼酎, mugi shōchū), Süßkartoffel (芋焼酎, imojōchū) oder Zuckerrohr (黒糖焼酎, kokutō shōchū). Ungewöhnlichere Grundstoffe sind Soba (Buchweizen), Edelkastanie (栗焼酎, kuri shōchū) und Milch (牛乳焼酎, gyūnyū shōchū). Die Stärkequelle wird nach Zusatz von Schimmelpilzen (Kōji) über mehrere Wochen fermentiert. Bei der Fermentation wird ein spezieller weißer Kōji verwendet (Aspergillus kawachii), im Gegensatz dazu wird ein schwarzer Kōji (Aspergillus awamori) für Awamori, eine ähnliche Spirituose aus Okinawa, verwendet. Danach wird destilliert und das Getränk für einige Monate gelagert, bevor es auf den Markt kommt.
Der destillierte Shōchū ist nicht zu verwechseln mit Sake, einem ebenfalls unter Einsatz von Kōji hergestellten, aber nicht destillierten Reiswein. Jedoch bedeutet Sake im Süden von Kyūshū Kartoffel-Shōchū (Imojōchū), sowie auf Okinawa Thai-Reis-Shōchū, (awamori, wörtlich:  „Schaumkrone“) und kūsu (wörtlich: „altes Getränk“).

## Qualität
Der sehr preiswerte Shōchū wird auch oft in Mixgetränken, sogenannten Chūhai, verwendet.
Es gibt zwei Klassen von Shōchū, Kōrui shōchū (焼酎甲類, shōchū kōrui) wird zweimal oder öfter destilliert, damit höherprozentig. Das Ergebnis ist nahezu geruch- und geschmacklos und wird meist für Mixgetränke verwendet, um den Charakter der anderen Zutaten nicht zu überdecken. Otsurui shōchū (焼酎乙類, shōchū otsurui) oder Honkaku (本格焼酎, honkaku shōchū) oder "echter" Shōchū ist die andere Sorte.
Der Geschmack von Shōchū ist gewöhnlich viel weniger fruchtig als Sake und hängt stark von dem verwendeten Rohstoff ab. Der Geschmack wird oft als nussig oder erdig beschrieben. Imo-jōchū hat ein ausgeprägtes Mandelaroma. Shōchū erlebt in Japan derzeit einen Boom, viele jüngere Trinker ziehen ihn dem traditionellen Sake vor.

## Bezeichnung
In Süd-Kyūshū, dem Zentrum der Shōchū-Produktion, bezieht sich das Wort sake oft auf Süßkartoffel-Shōchū (imo-jōchū), während es in Okinawa gelegentlich fälschlich auch für die lokalen Alkoholspezialitäten Awamori (泡盛) und kūsu (古酒, wörtl. „Alter Schnaps“) steht. Vor dem April 1983 wurde Awamori als Shōchū zweiter Klasse etikettiert, aber heute als „Echter Awamori“ bezeichnet. Er unterscheidet sich etwas von Shōchū.
Awamori ist ebenfalls ein destillierter Reisschnaps, aber aus dem aus Thailand stammenden langkörnigen, gebrochenen Indica- Reis, nicht dem kurzkörnigen Japonica-Reis, der für Shōchū verwendet wird, hergestellt.
In Korea ist Shōchū auch als Soju, in China als Shaojiu bekannt.

## Besonderheiten
In Japan wird Shōchū je nach Jahreszeit und persönlichem Geschmack meist mit Eis gemischt (shōchū rokku, von englisch shochu on the rocks) oder mit heißem Wasser (お湯割り, oyu-wari) getrunken. Er wird auch mit Oolong-Tee oder Fruchttee (z. B. Grapefruit) gemischt. Shōchū ist in Japan im Supermarkt, Spirituosenläden und Lebensmittelläden erhältlich.
Shōchū wird auch für das Mixgetränk Chuhai (chūhai 酎ハイ, kurz für shōchū Highball 焼酎ハイボール) verwendet. Ein Chūhai besteht aus Shōchū, Soda, Eis und einem (Frucht)aroma. Zitrone, Grapefruit, Apfel und Ume sind besonders beliebt. Chūhai in Dosen wird in Lebensmittelläden und Automaten verkauft.
Shōchū wurde durch einen regelmäßigen Konsumenten besser bekannt, den Japaner Shigechiyo Izumi, der zeitweilig für den ältesten Menschen gehalten wurde und täglich Shōchū trank. Daraus resultierten Vermutungen, dass Shōchū die Langlebigkeit fördere.